# Županovskij
Lo Županovskij (in russo Жупановский?) è un stratovulcano situato nella Kamčatka meridionale. Dopo 54 anni di inattività, il vulcano ha iniziato a eruttare il 23 ottobre 2013 e di nuovo nel 2014, continuando senza sosta fino al 2018.